# روري ثورنتون
روري ثورنتون (بالإنجليزية: Rory Thornton)‏ هو لاعب اتحاد الرغبي بريطاني، ولد في 16 مارس 1995 في سوانزي في المملكة المتحدة.

## وصلات خارجية
- روري ثورنتون عل موقع إسبنسكروم (الإنجليزية)
- روري ثورنتون على موقع ItsRugby.co.uk (الإنجليزية)